# Касл Пајнс (Колорадо)
Касл Пајнс (енгл. Castle Pines) насељено је место без административног статуса у америчкој савезној држави Колорадо.

## Демографија
По попису из 2010. године број становника је 3.614, што је 2.344 (-39,3%) становника мање него 2000. године.
| Група             | 2000.         | 2010.         |
| Белци             | 5.589 (93,8%) | 3.325 (92,0%) |
| Афроамериканци    | 53 (0,9%)     | 41 (1,1%)     |
| Азијати           | 77 (1,3%)     | 113 (3,1%)    |
| Хиспаноамериканци | 188 (3,2%)    | 88 (2,4%)     |
| Укупно            | 5.958         | 3.614         |